# Sesja (obrady)
Sesja (łac.) – posiedzenie poświęcone określonej sprawie; narady, obrady.
Sesja sądowa – posiedzenie sądu lub szereg kolejnych posiedzeń, wyznaczanych dla rozpoznania oznaczonych spraw.
Sesja wyjazdowa – posiedzenie sądu wyznaczone w innej miejscowości niż siedziba sądu, zorganizowane dla przeprowadzenia dowodu z oględzin lub rozpoznania całej sprawy.
Sesja sejmowa – okres, w którym odbywają się posiedzenia plenarne Sejmu.

## Polska Rzeczpospolita Ludowa

### Sesja sejmowa
W PRL-u sprawę zwoływania sesji sejmowej regulowała Konstytucja PRL oraz regulamin Sejmu. Organem zwołującym Sejm na sesje była Rada Państwa. Pierwsza sesja nowo obranego Sejmu powinna była być zwołana w ciągu miesiąca od dnia wyborów. Sejm mógł być zwoływany na sesję zwyczajną (dwa razy do roku: jesienna – nie później niż na dzień 31 X, sesja wiosenna – nie później niż na dzień 1 IV) oraz sesję nadzwyczajną, którą Rada Państwa zwoływała z własnej inicjatywy, a obowiązana była to uczynić na pisemny wniosek co najmniej 1/3 ogólnej liczby posłów.